# Chak Tok Ich’aak II
Chak Tok Ich’aak II (zm. 24 lipca 508) – władca Tikál. Wstąpił na tron prawdopodobnie około 486 roku. Jego następczynią w 511 roku została Pani z Tikal, która prawdopodobnie była jego córką.